# Lulli (film)
Lulli è un film del 2021 diretto da César Rodrigues.

## Trama
Lulli, brillante ma al contempo egocentrica studentessa di medicina, non ha la capacità di ascoltare gli altri fino a quando un incidente gli cambierà la vita, avendo la possibilità di riuscire a sentire quello che pensano le persone.

## Distribuzione
Lulli è stato reso disponibile sulla piattaforma Netflix il 26 dicembre 2021.